# Louelampi (sjö i Finland)
Louelampi är en sjö i Finland. Den ligger i kommunen Sodankylä i landskapet Lappland, i den norra delen av landet, 800 km norr om huvudstaden Helsingfors. Louelampi ligger 221,7 meter över havet. Arean är 31,5 hektar och strandlinjen är 2,17 kilometer lång. Sjön  ingår i Kemi älvs huvudavrinningsområde. 